# 조지 스무트
조지 피츠제럴드 스무트 3세(George Fitzgerald Smoot III, 1945년 2월 20일 ~ )는 미국의 천체 물리학자이다. 캘리포니아 대학교 버클리 물리학과 교수이다.
1989년에 미국 항공 우주국(NASA)이 쏘아 올린 인공위성 COBE의 관측으로 존 C. 매더와 함께 주도적인 역할을 완수하였으며, 우주 마이크로파 배경이 완전한 균일하지 않고, 몇 안 되는 비등방성(요동)이 존재하고 있다는 사실을 발견했다. 빅뱅 이론에서는 이 이방성이 성장해 현재의 우주를 만드는 은하 등의 기초가 되었다고 여겨져 스무트 교수의 분석 결과는 빅뱅 이론을 강력하게 증명하는 것이 되었다.
2006년, "우주 마이크로파 배경의 비등방성의 발견"으로 존 매더와 함께 노벨 물리학상을 수상했다.

## 경력과 실적
플로리다주 유콘에서 태어났다. 이과 교사인 부모님이나 아서 C. 클럭의 SF 소설의 영향으로 과학에 흥미를 가지게 되어 과학자의 뜻을 품게 되었다. 어퍼 애링턴 고등학교를 졸업한 뒤 1962년 매사추세츠 공과대학 수학과 물리학과에 입학하여 1966년에 양쪽 모두 학사 학위를 취득하였으며, 또한 1970년에 소립자에 관한 연구로 물리학의 박사 학위를 취득했다.
그 후, 연구 분야를 우주론으로 바꾸어 캘리포니아 대학 버클리로 직장을 옮겼다. 그 곳에서 로렌스 버클리 국립 연구소의 루이스 월터 앨버레즈와 함께 HAPPE(High-Altitude Particle Physics Experiment)에 참가했다. HAPPE는 성층권에 띄운 기구로 반물질의 검출을 목표로, 최종적으로는 빅뱅의 증거를 찾아내는 것을 목적으로 하고 있었다. 당시의 우주 생성 이론의 몇 개인가는 반물질이 우주에 있어 접한 것이다라고 하고 있었지만, HAPPE의 실험 결과는 그 이론을 부정하는 것이었다.
그 후, 스무트는 아노 펜지아스와 로버트 우드로 윌슨이 발견한 우주 마이크로파 배경에 흥미를 가졌다. 당시의 우주 구조에 관한 모형은 우주가 회전하고 있는 것으로, 그 결과 우주 마이크로파 배경이 방향으로 의존해 변화하는 것을 예언하고 있었다. 아르바레와 리처드 뮐러의 지원을 받아 그는 차분 마이크로파 라디오 미터(Differential microwave radiometer; DMR)를 개발해, 1976년에 DMR를 U-2에 탑재해 우주 마이크로파 배경을 측정하는 실험을 행했다. 결과, 우주가 회전하고 있는 것이(실험 오차의 범위내에서) 부정되고 우주가 모든 방향으로 균일하게 팽창하고 있는 것이 발견되었다. 또, 관측된 쌍극자 효과에 의해서 우리의 은하가 이동하고 있을 방향과 속도가 요구되게 되었다.

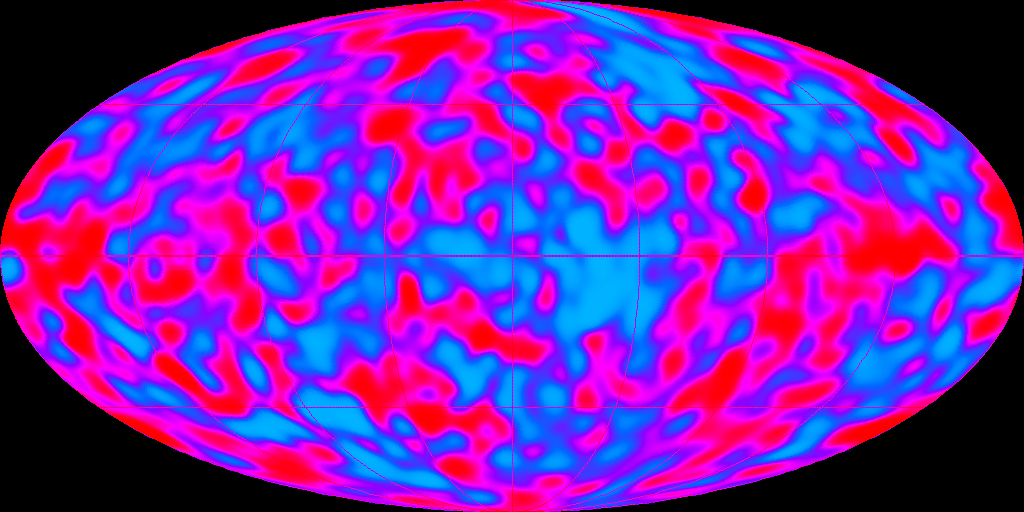
COBE에 의해서 관측된 우주 마이크로파 배경의 요동

1974년, 스무트 교수는 NASA의 천문학 미션에 인공위성을 사용한 우주 마이크로파 배경의 관측을 신청했다. 그의 그룹과 다른 두 그룹이 우주 마이크로파 배경의 연구를 응모하고 있어, NASA는 이를 정리한 COBE의 발사를 계획했다. 1988년으로 예정되어 있던 스페이스 셔틀에 의한 발사는 챌린저 호 폭발 사고에 의해서 보류되었지만, 위성의 소형화가 이뤄진 후, COBE는 1989년 11월 18일에 델타 로켓으로 발사 되었다. 1991년전반까지 스무트 교수 그룹은 하늘 전체의 우주 마이크로파 배경의 매핑 관측을 끝내, 불과 10만분의 1의 요동의 측정에 성공했다. 관측 결과는 지구나 주위의 천체로부터의 오차가 포함되지 않은가의 꼼꼼한 확인이 행해진 후, 1992년에 미국 물리학회에서 본 결과가 발표되었다.
빅뱅 이론에서는 초기의 온도 요동에 의해서 우주의 물질 밀도가 불균일화되어 별이나 은하가 태어났다고 생각되고 있다. 스무트 등을 필두로 하는 COBE 팀의 실적의 중요성은, 추측에 지나지 않았다 이 요동을 실제로 정량적으로 관측해, 우주론을 추측으로부터 크게 전진시켰던 것에 있다. COBE의 관측 결과에 의해, 인플레이션 이론이나 암흑 물질에 관한 연구도 활발해졌다.
2008년, 한국 이화여자대학교에 새롭게 설치된 초기 우주 연구소(Institute for the Early Universe)의 초대 소장으로 취임했다.

## 저서
- 우주의 해 원(조지 스무트, 케이·데이빗슨저. 하야시이치역. 1995년, 소우시사간)
  1. 상권 ISBN 4-7942-0666-6
  2. 하권 ISBN 4-7942-0667-4

## 참고 문헌
- George Smoot - 로렌스·바클리 국립 연구소의 조지·스무트의 항(2006년 10월 4일 참조)